# Drawn File
Un archivo dibujado es un tipo de archivo usado para preservar dibujos de imagen y mantener detalle, pero no mantiene el color bien del todo. La extensiones de archivo para este tipo de archivo son: .drawn, .drawing, o, para computadoras que solo soportan extensiones de tres letras: .drw.

## Programas
De acuerdo a fileinfo.net, archivos con una extensión .drw  pueden ser abiertas por los siguientes programas: 

### Mac OS
- Apple AppleWorks

### Windows
- Microsoft Picture It!
- CorelDRAW
- Corel Paint Shop Pro